# ثيساندروس 4902
ثيساندروس 4902 أو الكويكب 4902، التعين المؤقت له  الكويكب 1989AN2. هو كويكب من كويكبات طروادة ينتمي إلى كويكبات معسكر الإغريق اكتشف في الأول من شهر سنة 1989 من قبل كارولين أس شوماخر.في مرصد بالومار اشتق اسم هذا الكويكب من اسم إحدى الشخصيات الإغريقية في ملحمة الإلياذة لهوميروس.
كباقي كويكبات معسكر الإغريق يقع مداره في النقطة L4 من نقاط لاغرانج وفق نظام الشمس - المشتري. يبلغ القدر المطلق لهذا الكويكب 9.8 ونصف المحور الرئيسي لمداره 5.206 وحدة فلكية. وقد تم رصده 21 مرة حتى شباط/فبراير 2013. الإشارة المرجعية له وفق الملحق الدوري لمدارات الكويكبات هي MPO250254‏